# Кардильяк
«Кардильяк» (фр. Cardillac) — опера Пауля Хиндемита в трёх действиях, четырёх картинах на либретто Фердинанда Лиона по новелле Э. Т. А. Гофмана «Мадемуазель де Скюдери» (1819). Премьера «Кардильяка» состоялась 9 ноября 1926 года в Дрезденской опере. В 1952—1961 годах П.Хиндемит переработал эту оперу, расширив её, добавив ещё одно действие. Если в первой редакции «Кардильяк» играли 1¾ часа, то в новой — уже около 2½ часов. В новом своём варианте опера «Кардильяк» была впервые исполнена 20 июня 1952 года в Цюрихской городской опере.

## Оркестр
При исполнении первой редакции оперы (1925/26) оркестр был представлен следующими инструментами: 2 флейты, 2 флейты-пикколо, 1 гобой, 1 английский рожок, 1 кларнет, 1 бас-кларнет, 1 тенор-саксофон, 2 фагота, 1 контра-фагот, 1 лесной рожок, 2 трубы, 2 тромбона, 1 туба, литавры, ударные (на 5 музыкантов: треугольник, колокольчик, малый гонг, томтом, малый барабан, большой барабан), фортепиано, 6 скрипок, 4 альта, 4 виолончели, 4 контрабаса.

## Действующие лица
- Ювелир Кардильяк (баритон)
- Дочь (сопрано)
- Офицер (тенор)
- Торговец золотом (бас)
- Кавалер (тенор)
- Придворная дама (сопрано)
- Начальник полиции (высокий бас)

Король, придворные, полицейские, горожане.

## Содержание
Действие оперы происходит в Париже, в 1680 году.

### Действие первое
Картина первая: Площадь перед домом ювелира Кардильяка заполнена толпами возбуждённого народа. Вот уже несколько недель в городе происходят таинственные ночные убийства и ограбления. Горожане напуганы этими происшествиями, их возгласы и требования «Схватить и задержать!» призывают власти к решительным действиям. Начальник полиции зачитывает указ короля об учреждении специального суда по уголовным делам. При появлении у своего дома богатого ювелира толпа угодливо пропускает его. В то же время из беседы находящихся здесь молодого кавалера с дамой его сердца выясняется, что жертвами неведомого убийцы становятся исключительно клиенты Кардильяка — люди, купившие у него созданные им драгоценности. И хотя над покупателями нависает некое Проклятие, клиентов у Кардильяка не убавляется — настолько совершенно его мастерство. Придворная дама, желая испытать влюблённого в неё юношу, просит его купить для неё у ювелира какую-нибудь изящную вещицу. Кавалер тут же направляется в лавку.
Картина вторая: Спальня придворной дамы, которая дремлет в ожидании своего возлюбленного. Молодой человек появляется в её комнате вместе с золотым поясом необыкновенной красоты. Вдруг за его спиной женщина видит беззвучно влетевшую в окно зловещую тень в маске и чёрном плаще, полы которого развеваются, как крылья летучей мыши. Незнакомец выхватывает золотой пояс и убивает ударом кинжала кавалера, после чего скрывается в открытом окне.

### Действие второе

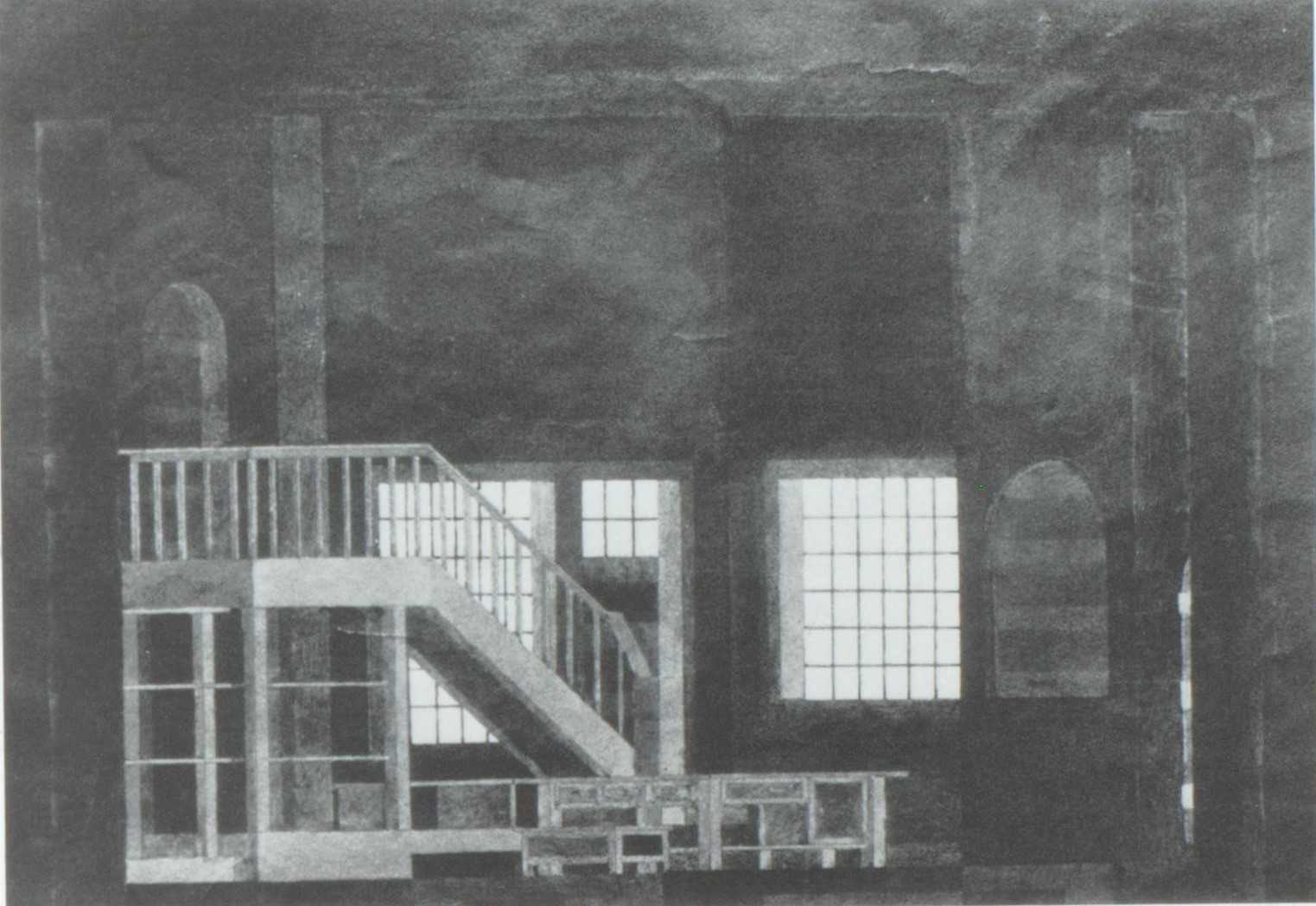
Эвальд Дюльберг. Эскиз декорации ко второму акту оперы, 1928

Картина третья: Мастерская ювелира. Кардильяк создаёт новое украшение. В это время в помещение входит его старый знакомый, торговец драгоценными металлами и поставщик. Он страшно перепуган и взволнован новым преступлением. Поневоле он начинает подозревать Кардильяка в связи с ними. Торговец думает, что ювелир вступил в страшную сделку с Дьяволом, который помог Кардильяку овладеть столь совершенным искусством. Такое искусство и красота, несомненно, проклято богом и служит погибелью для людей. Торговец решает выследить Кардильяка, и когда тот в полночь уходит из дома — то незаметно следует за ним. В мастерской остаётся лишь дочь ювелира, ждущая своего возлюбленного, офицера. Когда он приходит и предлагает девушке бежать с ним (карета внизу уже приготовлена!), она некоторое время колеблется, но затем отказывает. Суровая власть отца над ней слишком сильна. Опечаленный офицер уходит. Вернувшись, ювелир совершенно равнодушно соглашается на брак своей дочери с неизвестным ему человеком. Человеческие судьбы ему абсолютно безразличны. Главное — служение Искусству.
Внезапно тишину ночи нарушают топот и громкие голоса. В мастерскую входит король Франции, окружённый своей свитой. Ювелир с гордостью расставляет перед ними свои шедевры. Однако, как только кто-либо, рассмотрев драгоценности, выказывает склонность что-либо купить, Кардильяк с непонятной поспешностью тут же прячет понравившуюся вещь. Даже золотой пояс, приглянувшийся королю, он прячет с глаз долой. Посетители в недоумении покидают мастерскую. Ювелир с облегчением обозревает все свои сокровища — ведь если бы что-нибудь было куплено, ему пришлось бы убить нового владельца и вернуть себе утраченную красоту.
Вдруг в лавку входит новый посетитель. Этот офицер — жених дочери Кардильяка. Быстро получив согласие отца отдать за него замуж дочь, он гораздо больше сил и настойчивости тратит на покупку красивой золотой цепи. Не выдержав, Кардильяк, накинув чёрный плащ и надев маску, крадётся в ночи за уходящим офицером.

### Действие третье
Картина четвёртая: Ночные улицы Парижа. Близ трактира стоит офицер с золотой цепью на шее. К нему неслышными шагами приближается убийца Кардильяк. Однако и за самим ювелиром следует, скрываясь, торговец золотом. Ювелир набрасывается на офицера и бьёт его кинжалом, но только ранит. Торговец поднимает шум и зовёт стражу на помощь. Офицер же, узнавший в нападавшем отца своей невесты, убеждает того поскорее скрыться. Появляется полиция, собирается толпа. Торговец золотом объявляет, что убийца и грабитель — сам ювелир. Кардильяк схвачен, однако офицер, желающий его спасти любым способом, заявляет, что настоящий убийца сбежал, а торговец золотом — соучастник преступника. Кардильяка отпускают, а торговца золотом тащат в тюрьму. У выпившего вина в таверне ювелира развязывается язык, и он во всеуслышанье объявляет, что знает имя истинного убийцы и что он оправдывает его мотивы. Вокруг него вновь собирается толпа, требующая назвать это имя. В противном случае чернь грозится разнести его мастерскую, а созданные им драгоценности растоптать и уничтожить. Этого Кардильяк вынести не может, и признаётся в совершённых злодеяниях. Однако он совершенно в них не раскаивается. Бренные жизни человеческие — ничто по сравнению с вечным и великим Искусством. Если бы ему пришлось начинать жизнь заново, то Кардильяк снова поступал бы по-прежнему. Толпа бросается на ювелира. Несмотря на то, что офицер пытается отбить его у народа, Кардильяк, смертельно раненый, падает на землю. Последнее, что он успевает сделать, — это попрощаться со сделанной им золотой цепью офицера. Ювелир целует эту драгоценность и умирает. Офицер, стоя над телом, произносит прощальную речь.